# Tractat de Perpinyà (1473)
El Tractat de Perpinyà de 1473 fou signat per Lluís XI de França i Joan el Sense Fe, pel qual els comtats de Rosselló i Cerdanya quedaven com a territori neutral.
Les tensions polítiques de Catalunya dugueren a l'esclat de la Guerra civil catalana (1462-1472), en què la Generalitat de Catalunya es rebel·là contra Joan II. Joan el Gran va signar el tractat de Baiona, pel qual empenyorava al rei de França els comtats de Rosselló i Cerdanya a canvi de rebre armes i diners. El 1463, Lluís XI ocupà aquests comtats, on, a partir del 1472, quan la guerra s'havia acabat a la resta de Catalunya, començà a estendre's la revolta contra els francesos; l'1 de febrer del 1473, Joan II entrà amb un exèrcit a Perpinyà i s'hi tancà, mentre la guarnició francesa es retirava al Palau dels Reis de Mallorca i un nou exèrcit de Lluís XI tornava a assetjar Perpinyà.
Després d'una treva acordada el 24 de juny del 1473, s'arribà al Tractat de Perpinyà, el 17 de setembre, que va establir que mentre el comte-rei no hagués tornat els 300.000 escuts d'or, els Comtats restarien sota l'autoritat d'un governador general reconegut per tots dos sobirans. Ni el rei d'Aragó ni el de França no podrien entrar als Comtats: era una mena de fer que el país restés neutral.
Lluís XI incomplí el tractat i el 1474 ocupà Elna i feu executar el governador Bernat d'Oms i de Santapau al castell de Perpinyà. El 10 de maig del 1475, després de patir vuit mesos de setge, els perpinyanesos acceptaren l'ordre de Joan II de rendir-se als francesos; per haver resistit aquest llarg i penós setge, Joan II concedí a Perpinyà el títol de Fidelíssima Vila. La repressió francesa fou molt dura i hi hagué revoltes contra els ocupants com la del 1477.